# Selección juvenil de rugby de Tailandia
La selección juvenil de rugby de Tailandia es el equipo juvenil nacional de rugby regulado por la Thai Rugby Union (TRU). Ha competido en torneos de hasta 19 años (categoría M19). 

## Reseña histórica
En el 2004, el seleccionado tailandés debutó en un mundial juvenil, cuando en Sudáfrica se disputó una edición del extinto Mundial M19 B. En ese campeonato comenzó perdiendo los tres partidos de la serie frente a Chile, Rusia y Portugal y se despidió con un triunfo sobre Marruecos y una derrota con Corea del Sur para finalizar en la décima posición. No ha vuelto a competir en un mundial.
A nivel continental compite en los torneos organizados por Asia Rugby, en los últimos años ha participado en la segunda división por lo que no disputa la clasificación regional al Trofeo Mundial (M20).

## Participación en copas
| - Sudáfrica 2004: 10º puesto - no ha clasificado - Asia Rugby U19 2010: 4º puesto - Asia Rugby U19 2011: 3º puesto - Asia Rugby U19 2012: 4º puesto (último) | - Asia Rugby U19 1 2013: 3º puesto (último) - Asia Rugby U19 1 2014: 2º puesto - Asia Rugby U19 1 2016: no participó - Asia Rugby U19 1 2017: no participó - Asia Rugby U19 1 2018: 2º puesto - Asia Rugby U19 1 2019: 3º puesto |